# الطريق إلى يو إف سي الموسم 1
الطريق إلى يو إف سي الموسم 1 (بالإنجليزية: Road to UFC Season 1) هي دورة 2022 من الطريق إلى يو إف سي، وهي سلسلة أحداث فنون القتال المختلطة يُنافس فيها أفضل مُقاتلي فنون القتال المختلطة الآسيويين للفوز بعقود مع يو إف سي.

## وصلات خارجية
- Road to UFC